# Georg Sylvan
Johan Georg Sylvan, född den 6 juli 1871 i Malmö, död där den 22 juni 1957, var en svensk militär. Han var bror till Per, Ove och Hakon Sylvan.
Sylvan blev underlöjtnant vid Wendes artilleriregemente 1892, löjtnant där 1896 och kapten där 1904. Han befordrades till major vid generalstaben 1914 och till överste 1920. Sylvan var avdelningschef vid generalstabens tekniska avdelning 1914–1922. Han var chef för Norrlands artilleriregemente 1922–1927 och för Smålands arméartilleriregemente 1928–1931. Sylvan invaldes som ledamot av Krigsvetenskapsakademien 1918. Han blev riddare av Svärdsorden 1913 och av Vasaorden 1919 samt kommendör av andra klassen av Svärdsorden 1923 och av första klassen 1926. Sylvan vilar på Östra begravningsplatsen i Kristianstad.